# Acotango
Acotango é um vulcão da Cordilheira dos Andes localizado na fronteira Bolívia-Chile. A sua altitude no topo é de 6052 m.